# Chyliza freyi
Chyliza freyi är en tvåvingeart som beskrevs av Shatalkin 1998. Chyliza freyi ingår i släktet Chyliza och familjen rotflugor. Inga underarter finns listade i Catalogue of Life.